# Codiulus oulogon
Codiulus oulogon är en mångfotingart som beskrevs av Chamberlin 1940. Codiulus oulogon ingår i släktet Codiulus och familjen Parajulidae. Inga underarter finns listade i Catalogue of Life.